# Gaia (musikalbum)
Gaia är den svenske artisten Ola Magnells sjätte album, utgivet på LP och kassettband 1983 och på CD 1990.
Skivan innehöll åtta låtar skrivna av Magnell, däribland "Vargarnas vår", "På älvors vis" och "Trasten". "Trasten" utgavs även som singel (med "Vargarnas vår" som b-sida). Även låten "Jag fryser (på dej)" släpptes som singel (med "På älvors vis" som b-sida). Utöver detta fanns även två Bob Dylan-tolkningar med på albumet: "Rättså hettså" och "Isa Bell". Albumet producerades av Mats Ronander.

## Låtlista
Där inte annat anges är låtarna skrivna av Ola Magnell.

### LP
A
1. "Rättså hettså" – 4:03 ("Most Likely You Go Your Way (And I'll Go Mine)", Bob Dylan, Magnell)
2. "Vargarnas vår" – 5:06
3. "På älvors vis" – 3:44
4. "Fältekot" – 3:21
5. "Isa Bell" – 4:49 ("Absolutely Sweet Marie", Bob Dylan, Magnell)

B
1. "Jag fryser (på dej)" – 4:53
2. "Trasten" – 5:38
3. "Allan" – 4:10
4. "Nojorna väjer" – 2:39
5. "Rapida Non Stoppo" – 3:54

### CD
1. "Rättså hettså" – 4:03 ("Most Likely You Go Your Way (And I'll Go Mine)", Bob Dylan, Magnell)
2. "Vargarnas vår" – 5:06
3. "På älvors vis" – 3:44
4. "Fältekot" – 3:21
5. "Isa Bell" – 4:49 ("Absolutely Sweet Marie", Bob Dylan, Magnell)
6. "Jag fryser (på dej)" – 4:53
7. "Trasten" – 5:38
8. "Allan" – 4:10
9. "Nojorna väjer" – 2:39
10. "Rapida Non Stoppo" – 3:54

## Listplaceringar
| Lista (1983) | Topplacering |
| ------------ | ------------ |
| Sverige      | 15           |

### Fotnoter
1. ↑  Svenska Dagbladet, 7 maj 1983. Läst 19 november 2022.
2. 1 2 3  ”Ola Magnell”. Svensk mediedatabas. Arkiverad från originalet den 19 februari 2019. https://web.archive.org/web/20190219015931/https://smdb.kb.se/catalog/search?q=Ola%20Magnell&x=0&y=0. Läst 23 januari 2013.
3. ↑  Listplacering